# Cimetière de Vif
Le cimetière de Vif est le cimetière communal de la ville de Vif, situé dans le département français de l'Isère. Ouvert en 1780 le long de la rue du Repos, il est subdivisé en quatre carrés successifs bâtis du sud au nord, dans l'ordre d'ancienneté.

## Description
Le cimetière de Vif se situe au cœur de la vallée de la Gresse, à 16 km au sud de Grenoble, dans le quartier de la ville dit du « Pied du Bourg ». Il est bordé à l'ouest par le parc Kitz-Baud. Au sud et à l'est, il longe la rue du Repos.

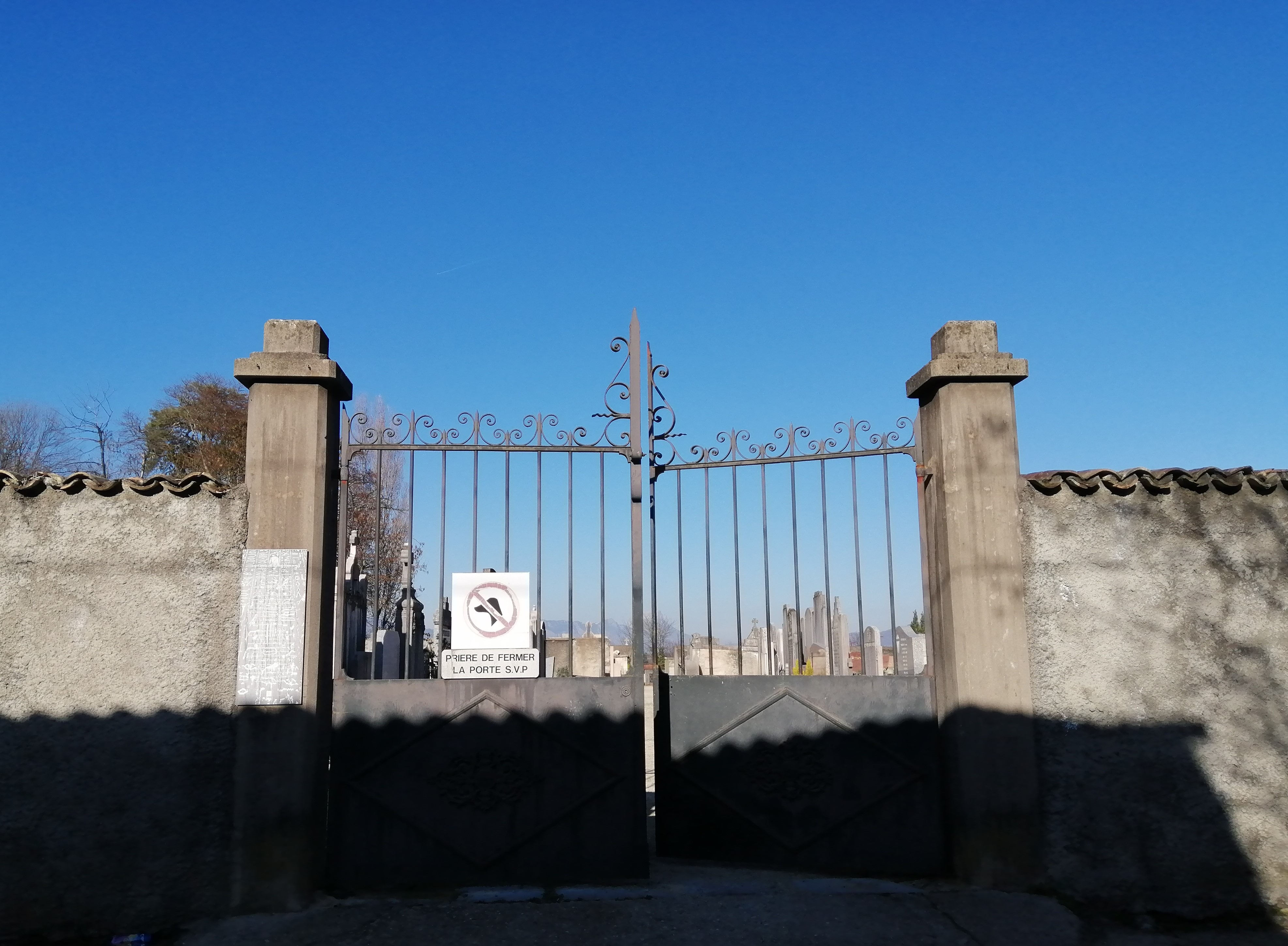
Portail d'entrée de la première section.

Témoin des agrandissements successifs subis au fil des siècles, le cimetière est subdivisé en quatre sections (ou « carrés ») différentes. Les deux premières, les plus anciennes, abritent les plus vieilles sépultures de la commune avec près de 300 pierres tombales. Cinq entrées représentent ces différentes parcelles : la première, située sur la partie sud de la rue Repos et qui ouvre sur la section la plus ancienne du cimetière, puis les quatre autres, toutes situées côté est.

## Historique

### Le cimetière primitif

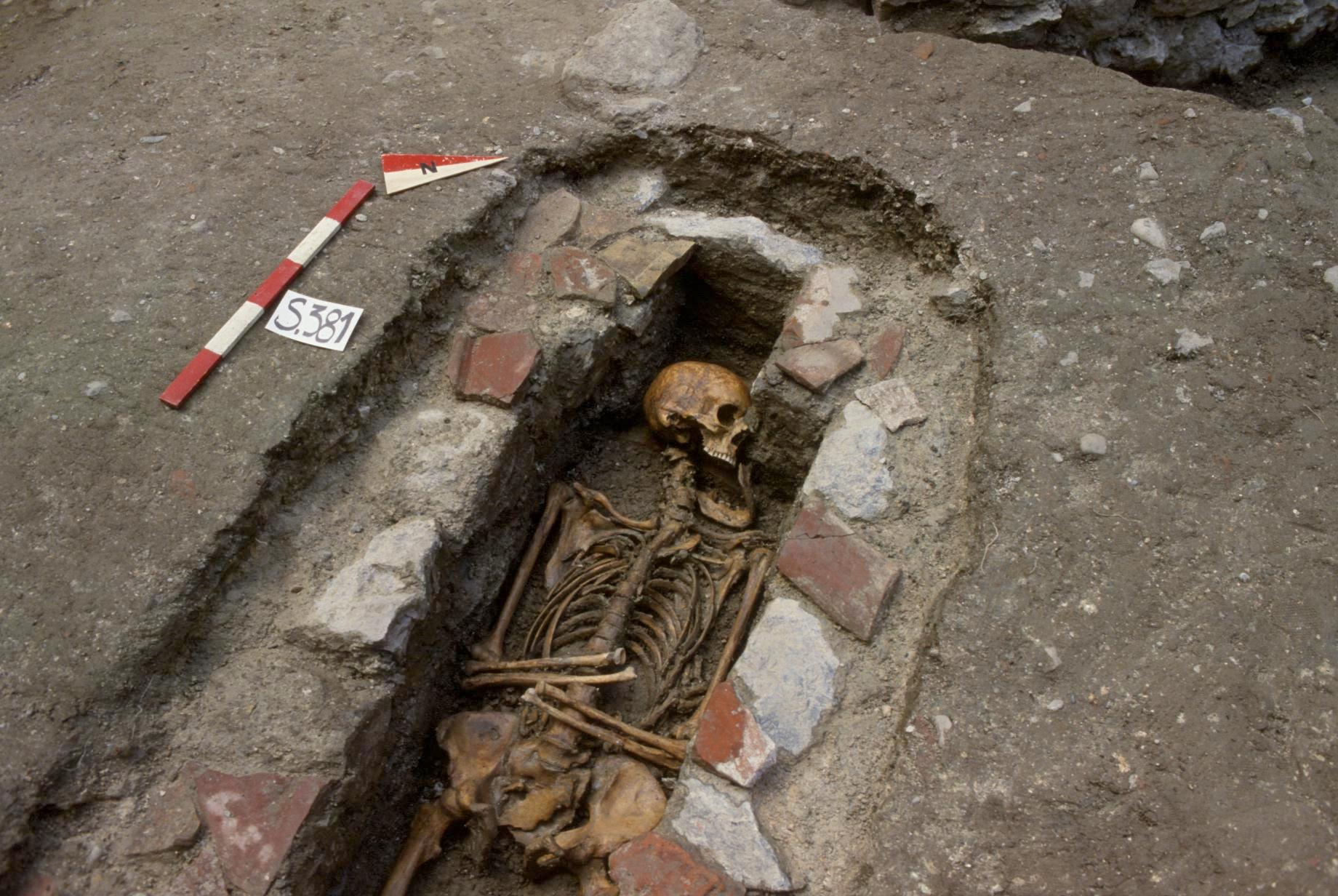
Les sépultures médiévales découvertes autour de l'église Saint-Jean avaient la même allure et conception que celles du Musée archéologique Saint-Laurent.

La présence à Vif d'un cimetière médiéval primitif est établie grâce aux fouilles entreprises en 1966 par l'Architecte honoraire des bâtiments de France, Raymond Girard, autour de l'église Saint-Jean-Baptiste. Cette série de fouilles permet de révéler la présence de treize sépultures au nord de l'église, dans l'unique zone libre de construction devant la sacristie. Les inhumations découvertes présentaient des caractéristiques de nécropoles régionales datant de la fin du Xe siècle au milieu du XIIIe siècle : certaines d'entre-elles furent rapportées à l'époque carolingienne, tandis que deux autres semblaient plus récentes, datées du XIIe siècle. Dans ces fouilles, quelques autres objets sont découverts, notamment des tessons de céramique romaine, un poids de tisserand antique et des fragments de tegulae. 
Les sépultures étaient constituées de galets de rivière ou de moellons de tuf en réemploi, et leur plan anthropomorphe traçait un rétrécissement au niveau du crâne. Les couvercles étaient constitués de lauzes ou de dalles, et les corps étaient disposés en décubitus dorsal, bras repliés ou croisés sur la poitrine.
Pendant plusieurs siècles, ce cimetière d'origine médiéval resta le seul et unique de Vif, s'étendant au nord de l'église jusqu'à l'actuelle place Berriat, dont une croix en pierre marqua jusqu'à la fin du XIXe siècle la limite.

### Le cimetière moderne

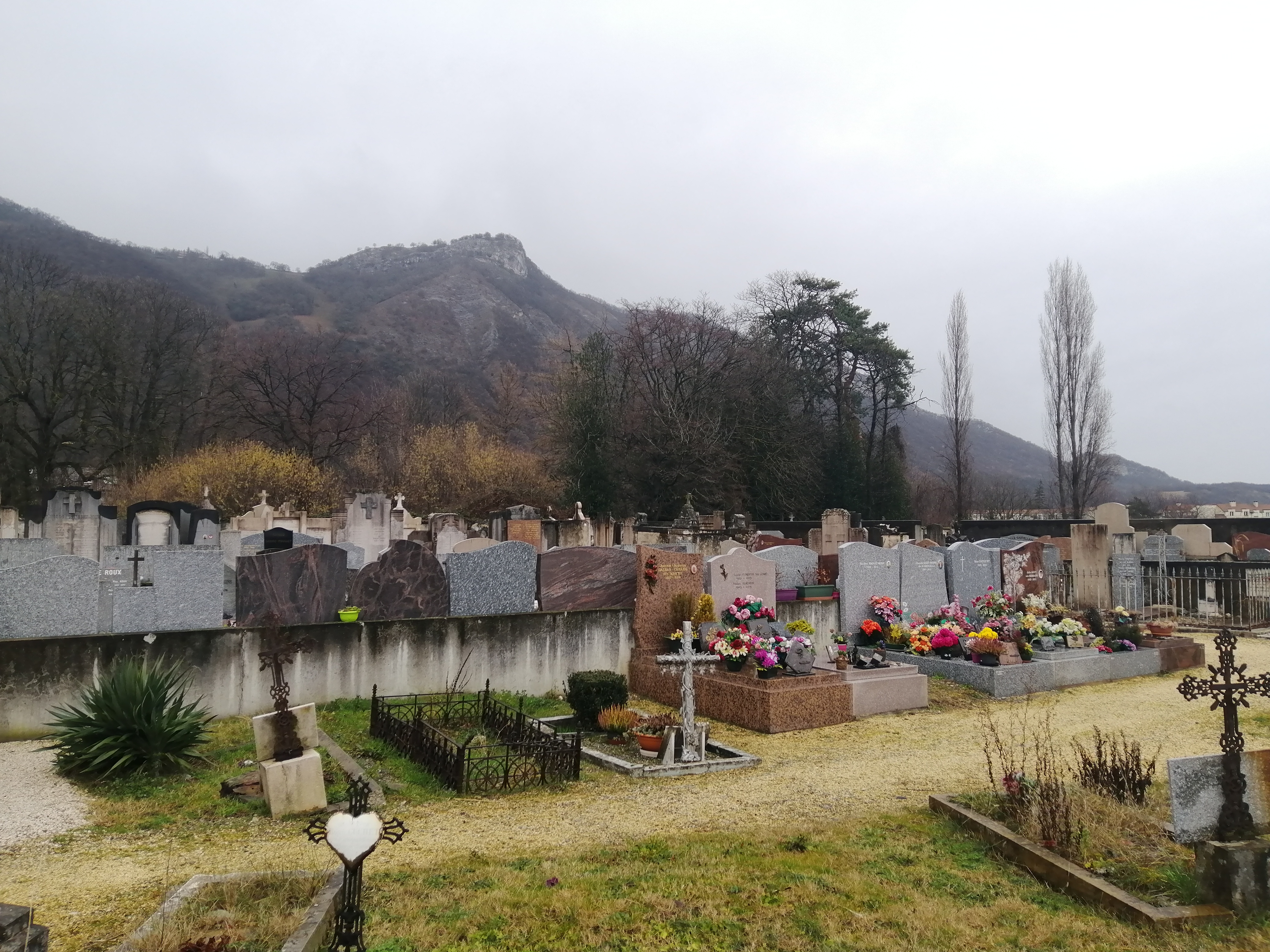
Vue d'ensemble de la première et plus ancienne parcelle du cimetière, ouverte en 1780.

En 1732, l'évêque de Grenoble, Jean de Caulet, constate que le cimetière primitif de Vif qui entoure l'église devient trop exigu : en effet, l'endroit est considéré par les consuls vifois comme étant devenu impropre du fait de sa proximité au centre-bourg. La plupart des tombes sont devenues anonymes — seuls les nobles et bourgeois ayant droit à une petite pierre tombale, ou bien étant inhumés dans leur propriété, comme ce fut le cas avec l'aristocrate vifois Laurent-César de Chaléon-Chambrier —, et les paysans enterrent leurs morts sans ordre ni méthode dans de grandes fosses communes. Les habitants du village profanent même le vieux cimetière en venant étendre leur linge ou faire paître leurs animaux.
Ainsi, à la demande de l'évêque de Caulet, un nouveau cimetière est construit puis inauguré plus loin au nord du bourg le 27 septembre 1780 : la terre est bénie par l'abbé Antoine Guilhermoz, curé de Saint-Jean, et le premier défunt à y reposer est une petite fille du nom de Marie Calet Ravat.

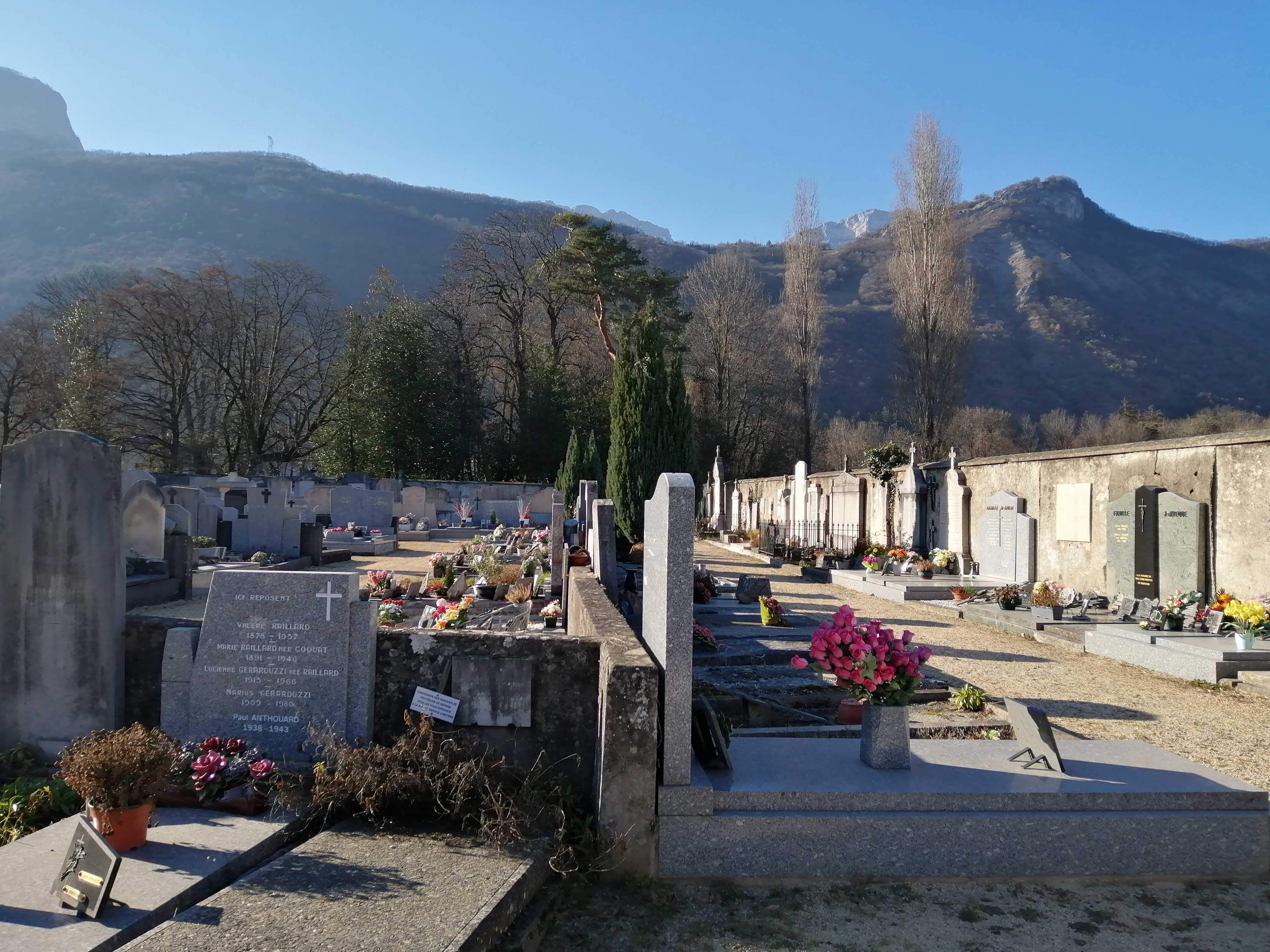
La seconde section, ouverte en 1854.

Mais seulement un demi-siècle plus tard, au début du XIXe siècle, le nouveau cimetière s'avère déjà trop exigu. La municipalité de Célestin Nicolas, en 1848, opte pour un agrandissement du cimetière : une parcelle de terrain grande de 28 ares (2 800 m2) est achetée à une certaine Mme Dupuy pour la somme de 800 F, et les murs du nouveau cimetière, étendu au nord de la première parcelle, sont édifiés par les chômeurs du village dans le cadre des Ateliers de Charité. La section est ouverte aux concessions en 1854.
La troisième parcelle est ajoutée au XXe siècle avec la présence d'un jardin du Souvenir, et la quatrième est construite entre 2012 et 2018.

## Tombes et monuments

### Familles Berriat et Champollion
Plusieurs membres des familles Berriat et Champollion sont inhumés à Vif, notamment Aimé-Louis Champollion et ses frères, Jules et Paul Alfred, tous trois enfants de Jacques-Joseph et neveux de Jean-François. Leur autre frère, Ali-Joseph, bien que n'étant pas enterré à Vif, possède une plaque commémorative installée par la famille en 1864 dans le but de réunir la fratrie dans « les mêmes souvenirs, les mêmes regrets, les mêmes vœux. » L'épouse d'Aimé-Louis, Claire Andèle Champollion, née Crou de Saint-Vincent, repose près de lui, tout comme sa fille Alice-Louise Champollion-Figeac de La Brière, épouse de Léon de La Brière,.

Les membres de la famille Berriat inhumés au cimetière sont Sébastien Berriat (frère de Zoé Berriat et beau-frère de Jacques-Joseph), maire de Vif, membre du Conseil d'Arrondissement et fondateur de la filature de soie Berriat, ainsi que son fils Pierre Léon Berriat, qui fut aussi directeur de la filature. Ses frères, Honoré-Hugues Berriat et Jacques Berriat-Saint-Prix, sont respectivement enterrés au cimetière Saint-Roch et à Paris.

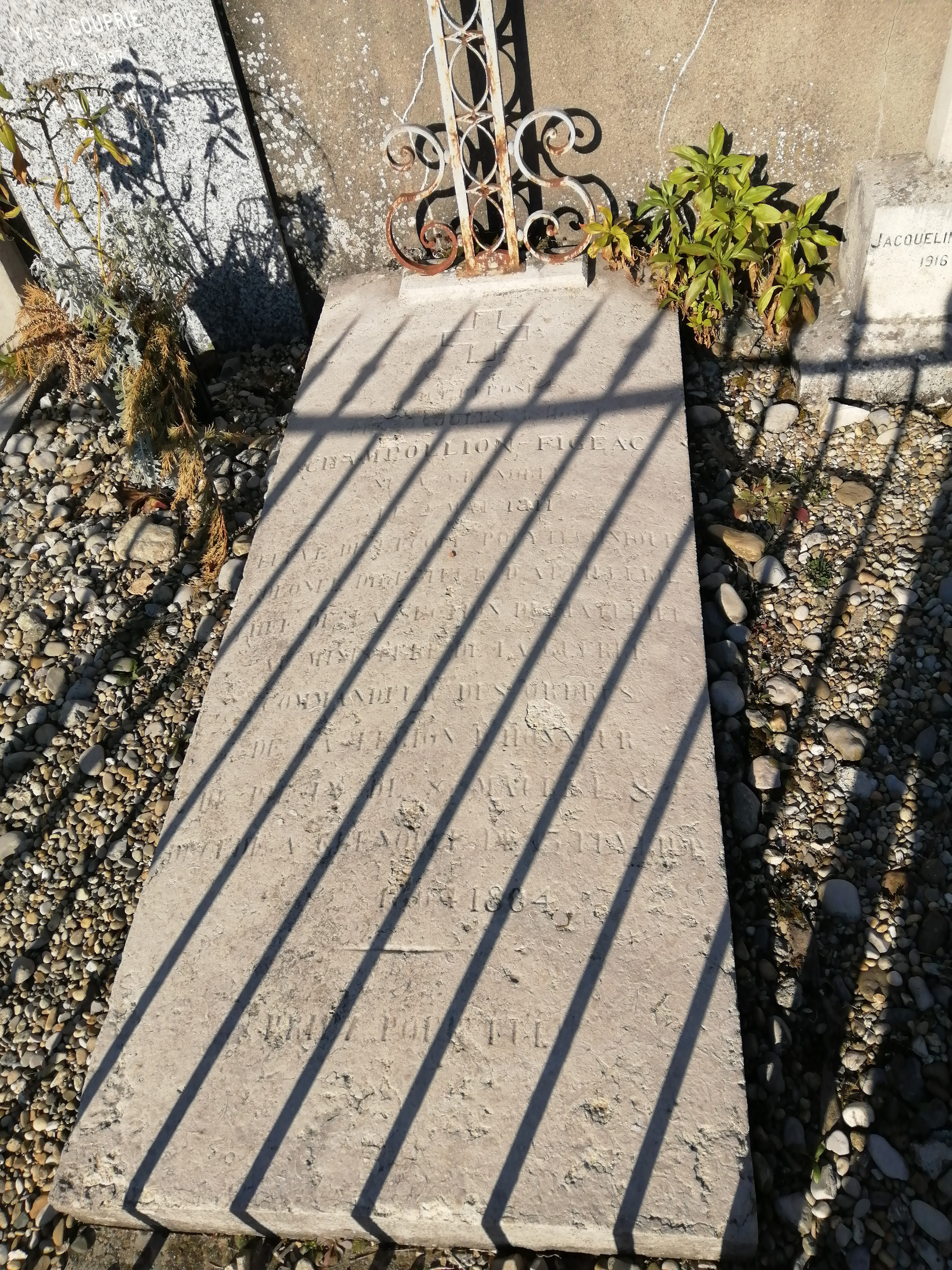
Sépulture de Jules Champollion.
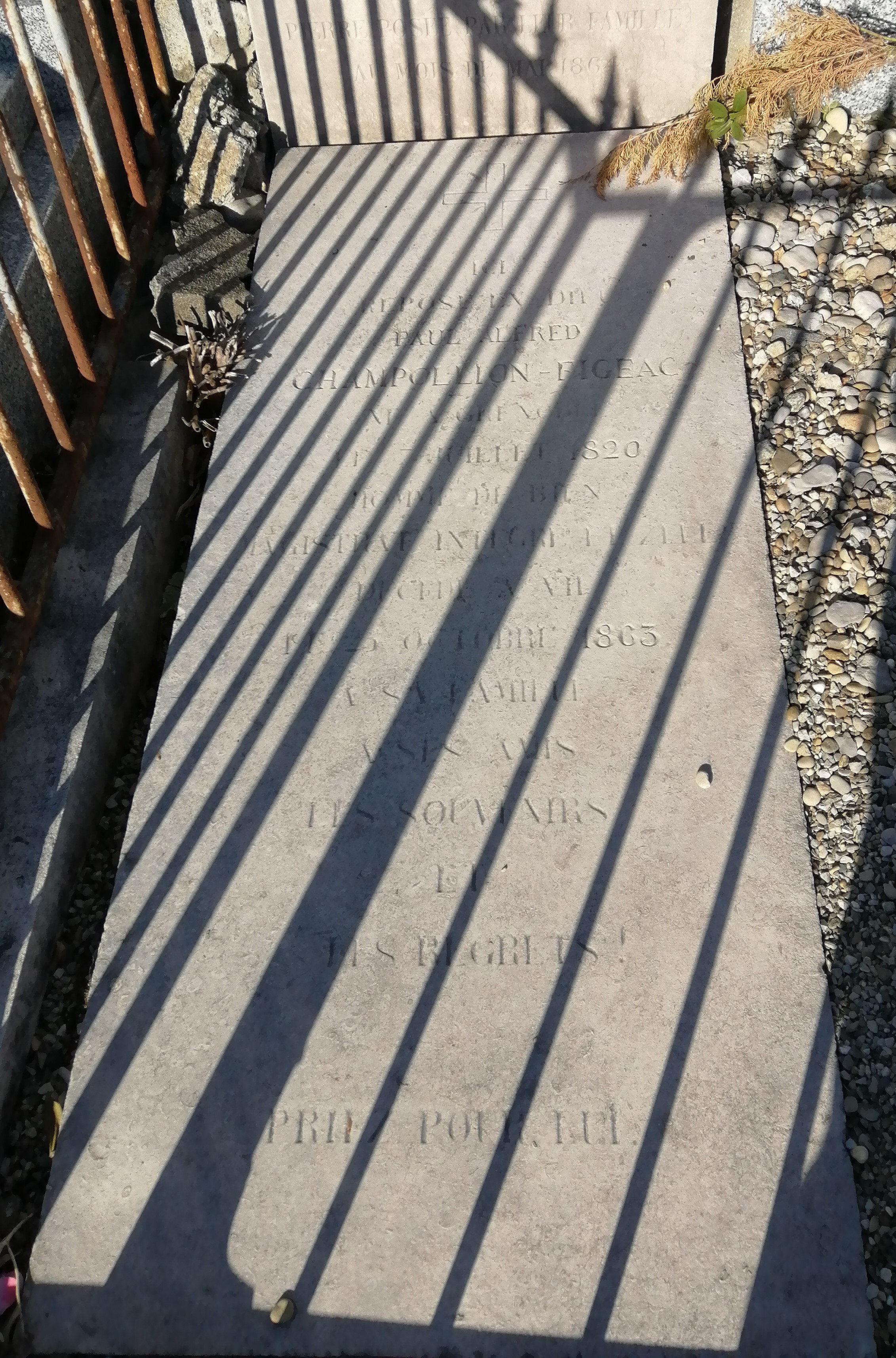
Sépulture de Paul Alfred Champollion.
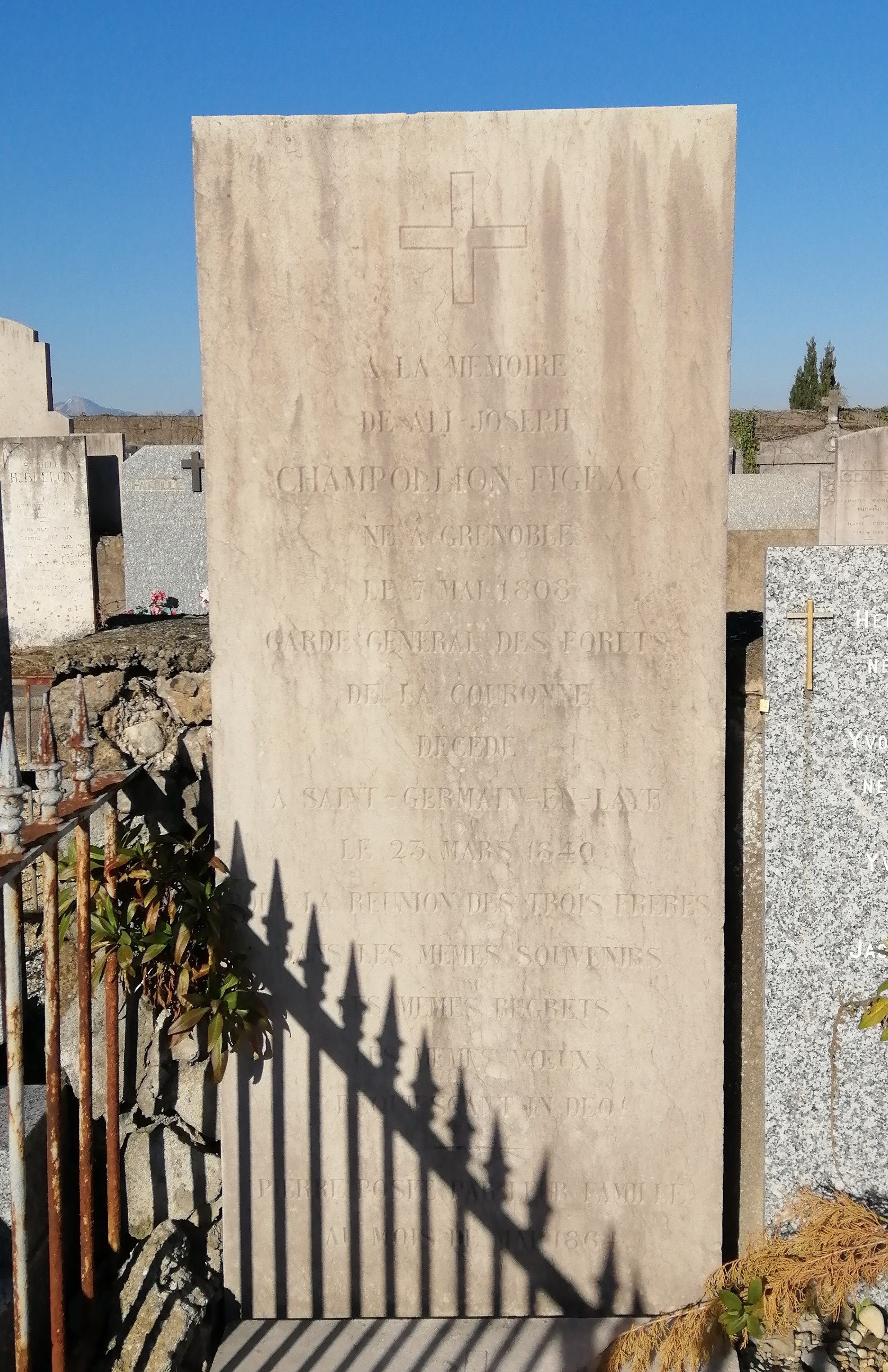
Plaque commémorative d'Ali-Joseph Champollion.

### Les maires de Vif

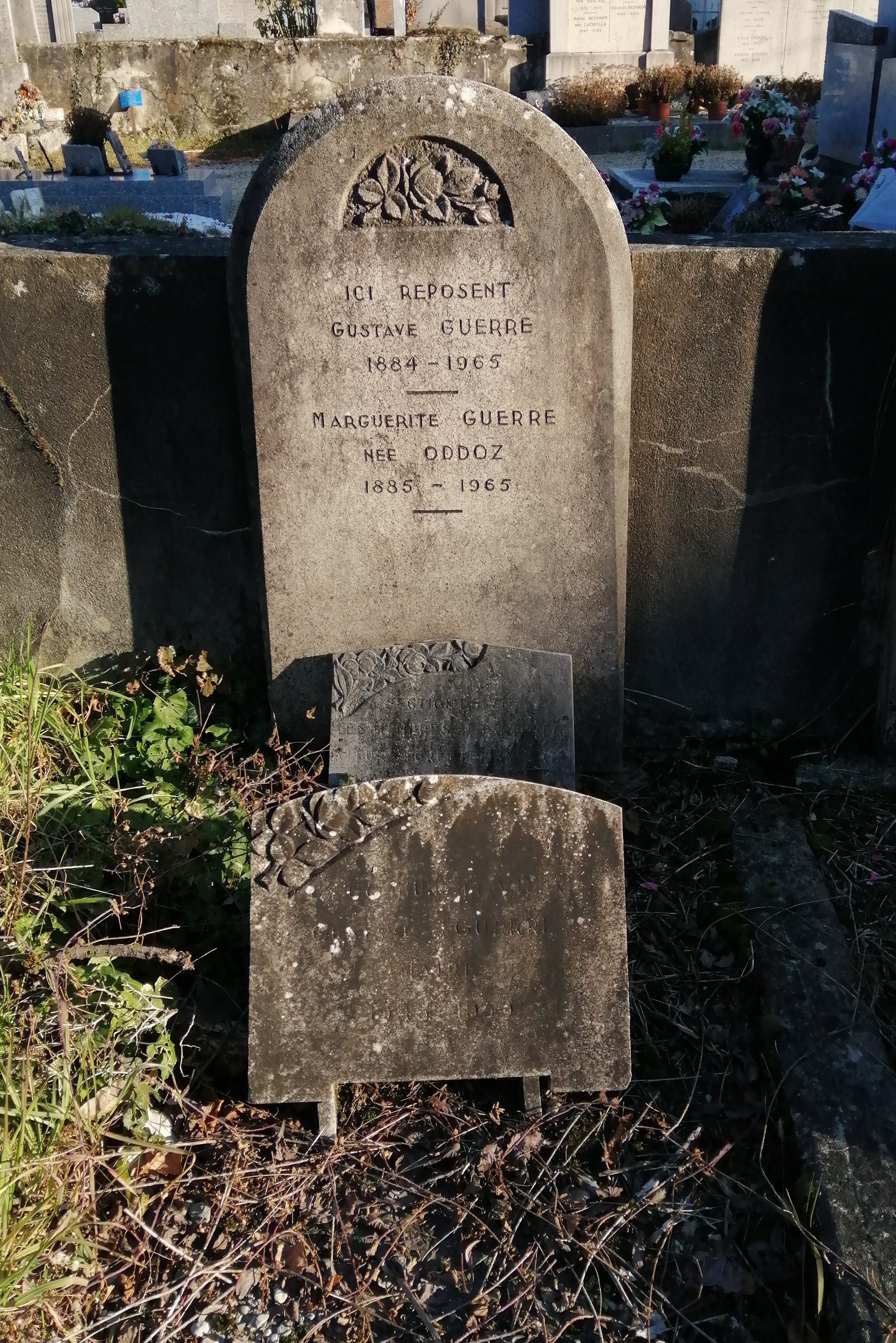
Sépulture de Gustave Guerre.

Plusieurs maires de la ville sont inhumés au cimetière communal, notamment Célestin Nicolas (de 1848 à 1851), républicain farouchement opposé au Second Empire, qui fit construite la seconde section du cimetière, Joseph César Borel (de 1851 à 170), ou encore Gustave Guerre (de 1954 à 1960), qui donne son nom à la rue longeant la rivière de la Gresse,,.
Sébastien Berriat et Aimé-Louis Champollion furent aussi maires de la ville, respectivement de 1831 à 1839 et de 1870 à 1877.

### Les curés de Vif
De nombreux ecclésiastiques et curés de Vif et de l'église Saint-Jean-Baptiste sont inhumés, parmi lesquels l'abbé Jacques Guison (1764-1837), le curé Guison Pierre Faure (ancien supérieur du Petit Séminaire du Bourg d'Oisans), le curé Joseph Ollier (1810-1874), l'abbé Nugues Bourchat (1829-1874) ou encore Louis Gustave Dupuy, chanoine de la cathédrale de Grenoble et curé de Vizille,.

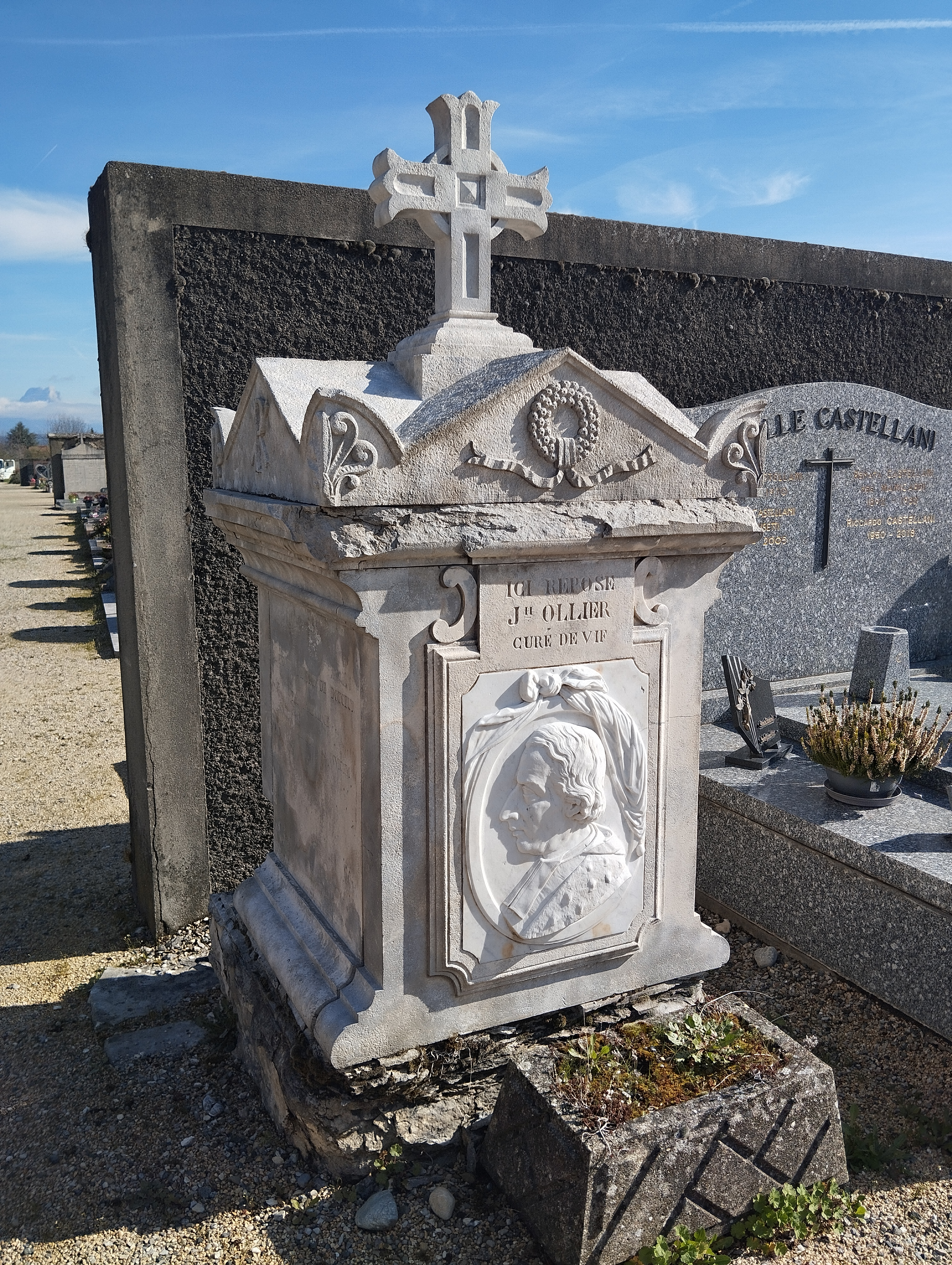
La sépulture du curé Joseph Ollier rénovée en mars 2024.
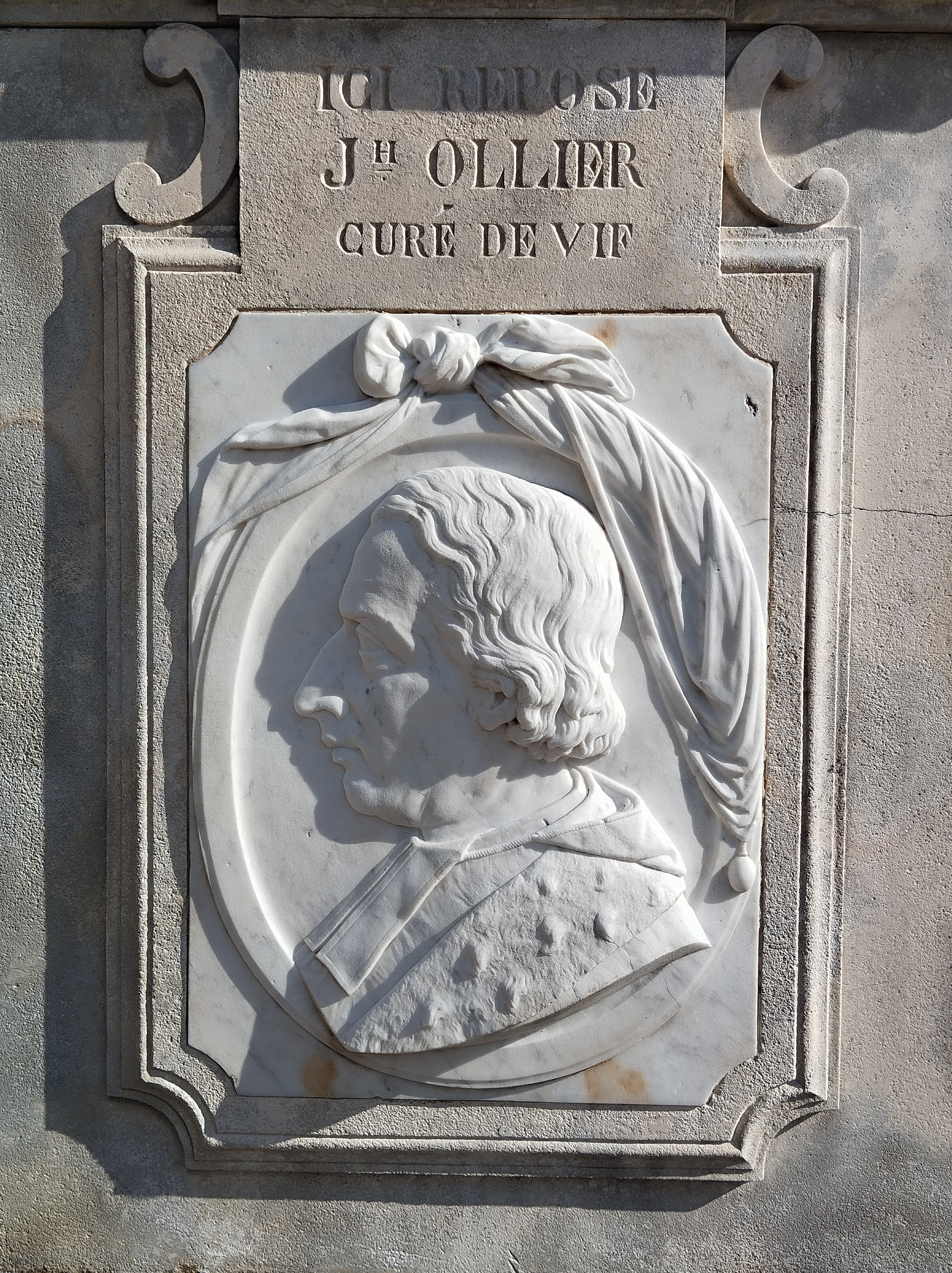
Détail et portrait de la sépulture du curé Ollier.
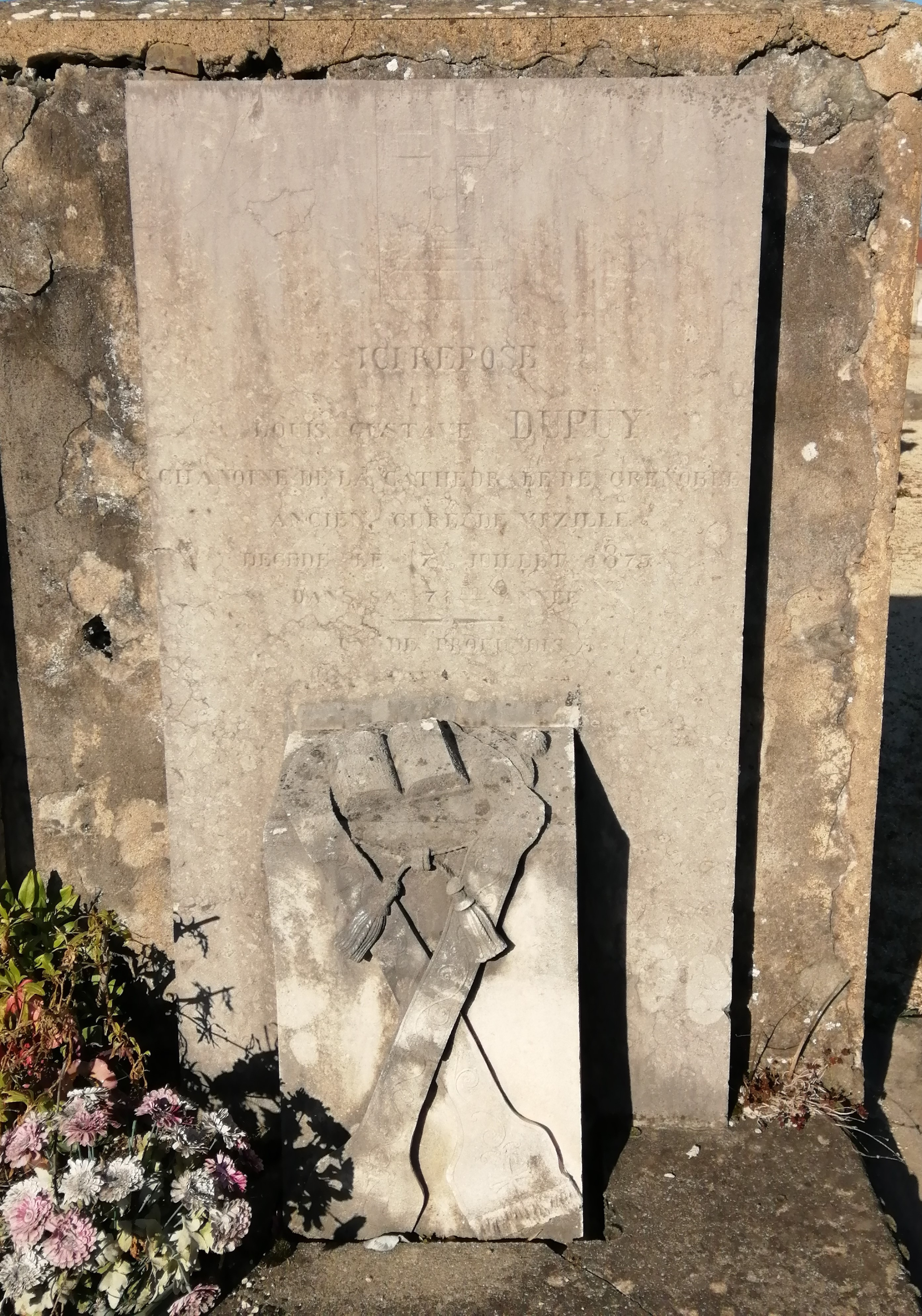
Sépulture du curé et chanoine Louis Gustave Dupuy.

### Familles et personnages diverses
De nombreuses familles et noms localement célèbres reposent au cimetière de Vif. C'est le cas des Sallicon, des Lestelley, ou encore de la famille Garnier de Pélissière qui vécut à Varces, dans le château de Pélissière, et notamment de Justin Garnier de Pélissière, fils du commandant de la Garde Nationale Jean-Baptiste de Pélissière. Y sont aussi inhumés les Clappier-Delisle, famille de notaires et précepteurs ayant joué un grand rôle dans la vie de la commune, ainsi que la famille Rolland qui y possède un imposant caveau où reposent Étienne Marie Rolland, ingénieur civil des Mines de La Motte-d'Aveillans, et Ferdinand Abel, banquier lyonnais, auteur de nombreux clichés de Vif à la Belle Époque.
Des figures de l'enseignement reposent au cimetière : Marie Sac (célèbre institutrice vifoise née à Tréminis en 1841 et morte à Grenoble en 1920, faite officier de l'Instruction Publique en 1891 et invitée de l'Exposition universelle de 1889), mais aussi Claude-Jacques Robert, instituteur de l'École mutuelle de Vif fondée par Jean-François Champollion avec qui il collabore, puis de celle de Vienne,.

D'autres noms plus ou moins célèbres se trouvent à Vif, et parmi eux le magistrat Pierre-Joseph Dupuy, dont la pierre tombale représente la robe et le bonnet de juge, le potier vifois Antoine Bocquet, la cantatrice et artiste lyrique Marie-Hélène Brunet-Lafleur (épouse de Charles Lamoureux) et le compositeur André-Victor Armand Roux,, ou encore le lieutenant-colonel Aimé Pariat (1887-1964), décoré de la Légion d'Honneur le 16 octobre 1920 à la caserne de Roanne.

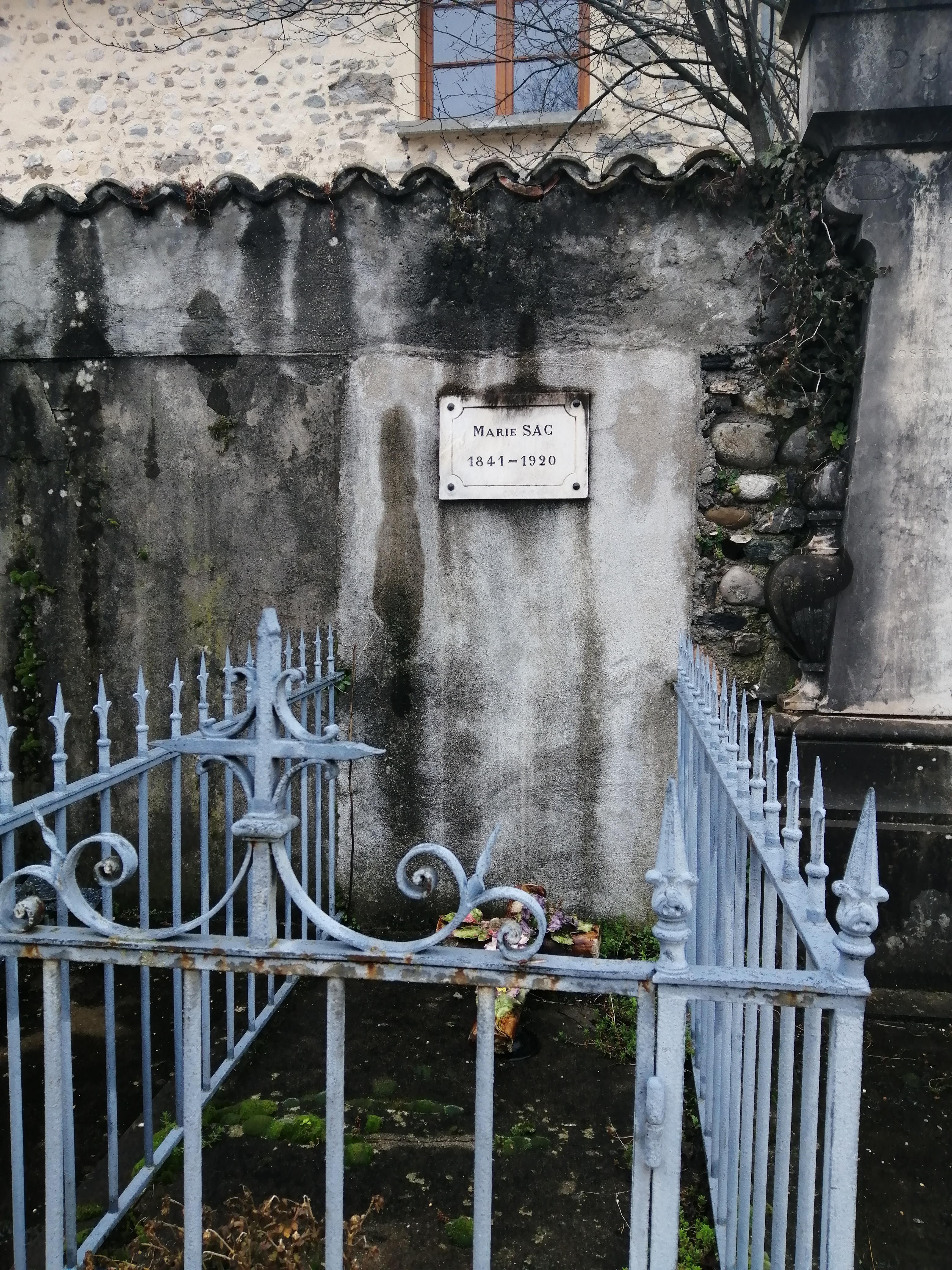
Sépulture de l'institutrice Marie Sac.
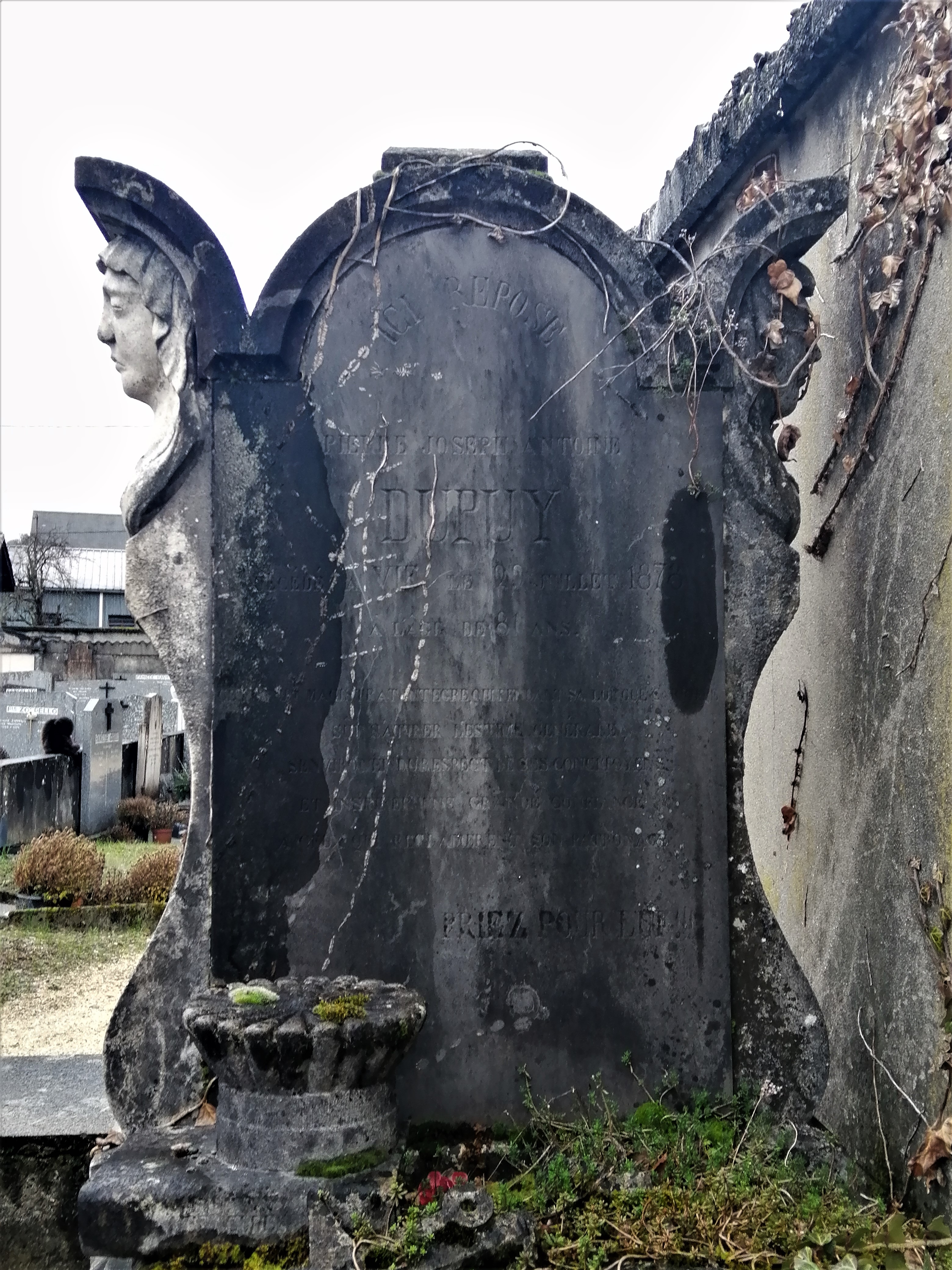
Sépulture du magistrat Pierre-Joseph Dupuy.
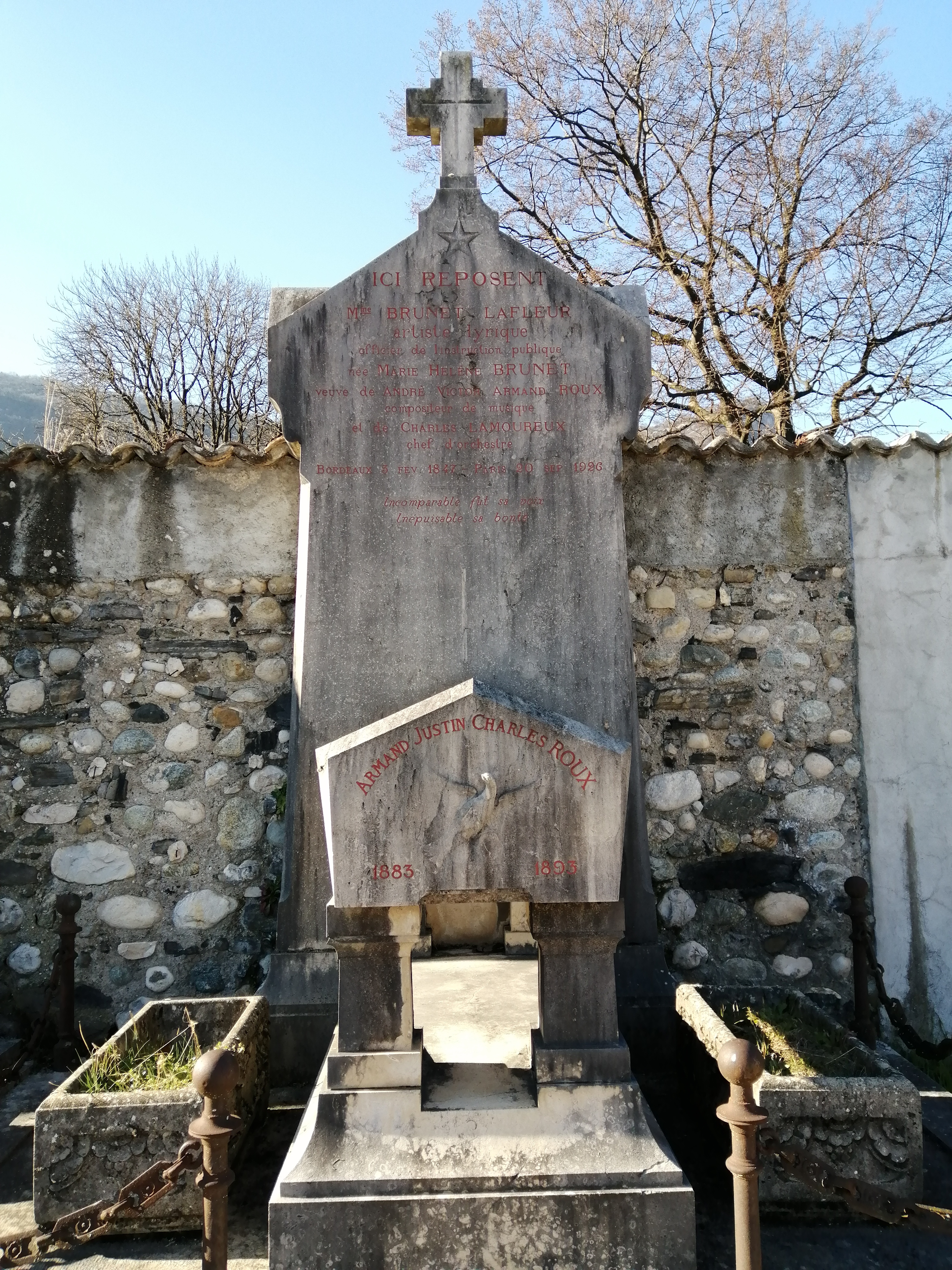
Sépulture de Mme Brunet-Lafleur et Armand Roux.

### Monuments et mémoriaux
La seconde section du cimetière abrite le carré des combattants, où sont inhumés six vifois ayant participé à la Première ou Seconde Guerre mondiale, ainsi qu'une croix en pierre de l'Union des Mutilés et Anciens Combattants de l'Isère.

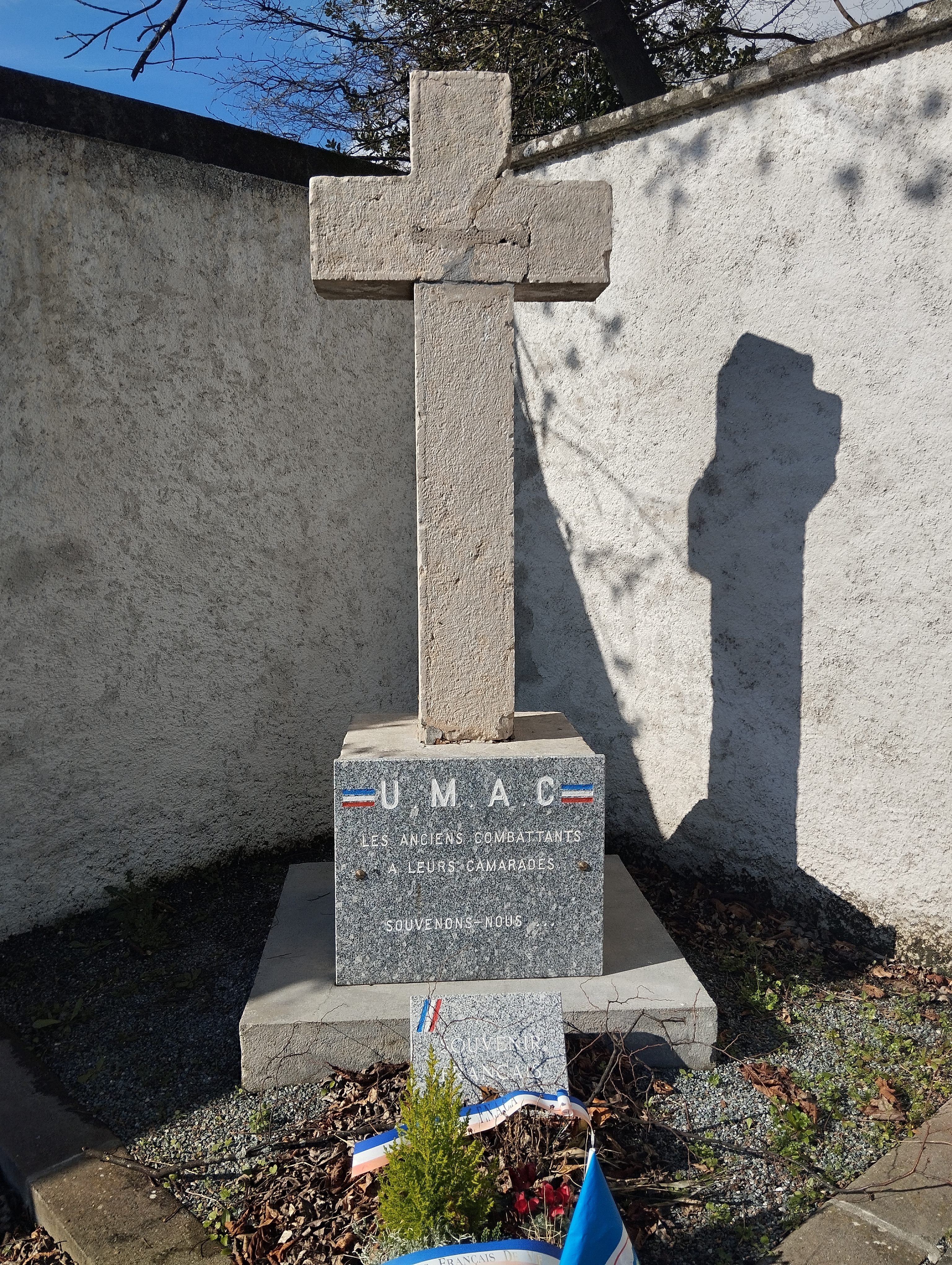
Croix de l'UMAC en mémoire des anciens combattants de l'Isère.
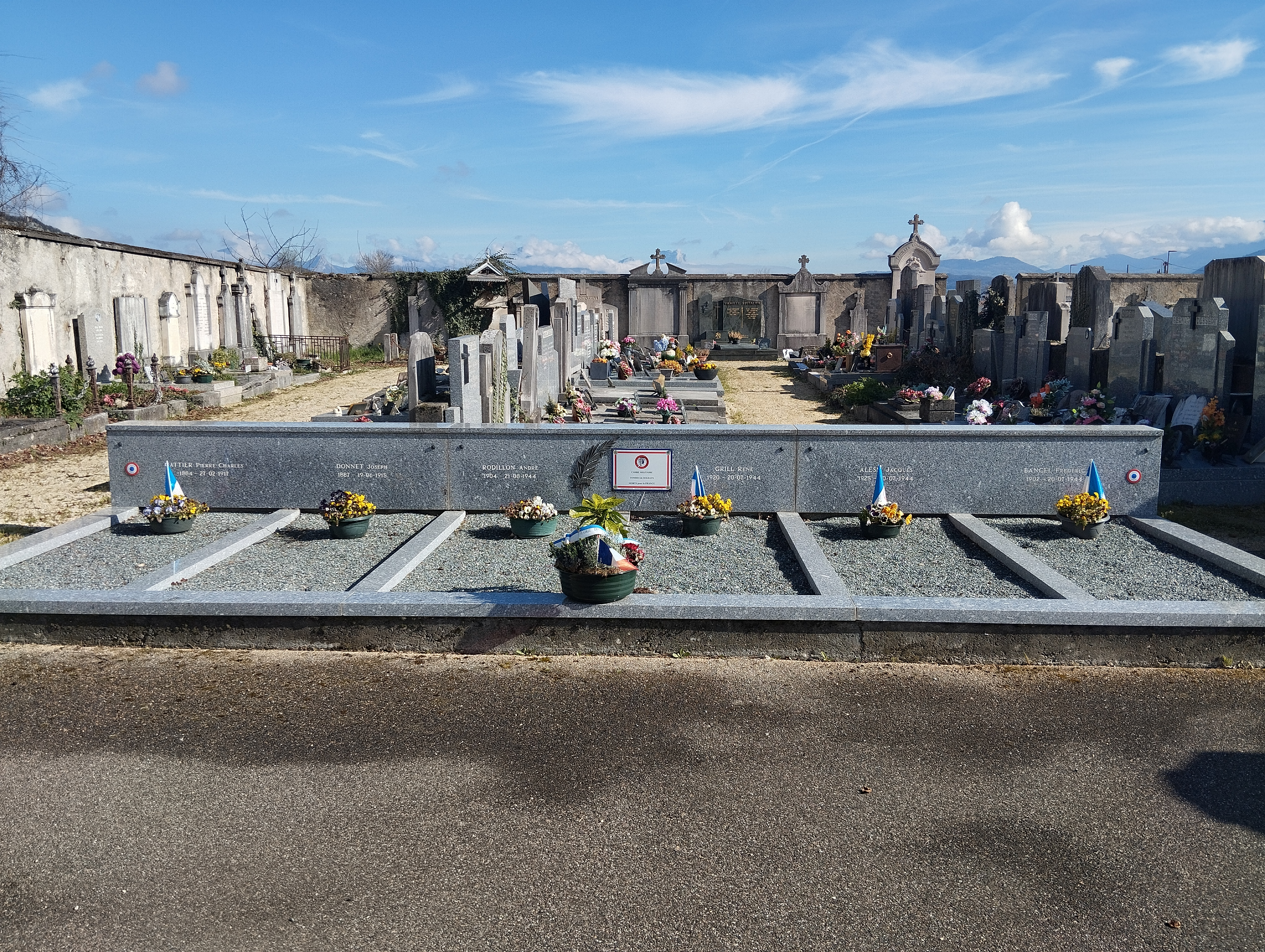
Le carré militaire, situé dans la troisième section du cimetière.

## Personnalités inhumées
- Pauline Berriat (1784-1813), sœur d'Hugues Berriat et de Berriat Saint-Prix, premier amour de Jean-François Champollion.
- Sébastien Berriat (1768-1839), frère d'Hugues Berriat et Berriat Saint-Prix, fondateur de la filature de soie Berriat.
- Pierre Léon Berriat, fils de Sébastien Berriat et directeur de la filature de soie Berriat.
- Aimé-Louis Champollion-Figeac (1813-1894), historien et maire de la ville, fils de Jacques-Joseph Champollion.
- Armand Roux (1832-1887) compositeur né et mort à Vif.
- Marie-Hélène Brunet-Lafleur (1847-1926), cantatrice et épouse d'Armand Roux.
- Léon de La Brière (1854-1899) : écrivain politique et beau-fils d'Aimé-Louis Champollion. Son fils Yves de La Brière, bien qu'il n'y soit pas enterré, possède une plaque commémorative en son nom dans le cimetière.

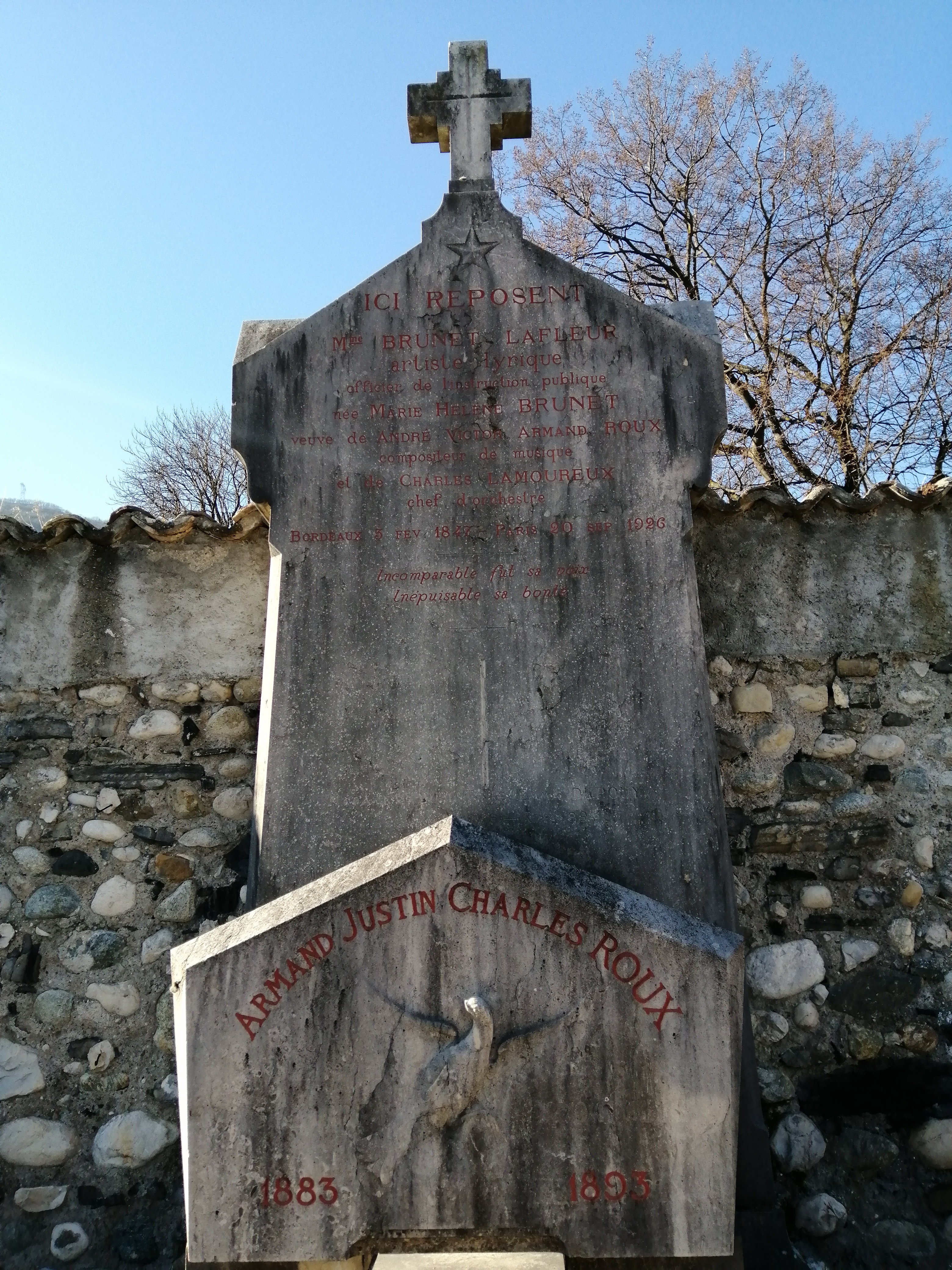
Sépulture de Marie-Hélène Brunet-Lafleur et d'Armand Roux.
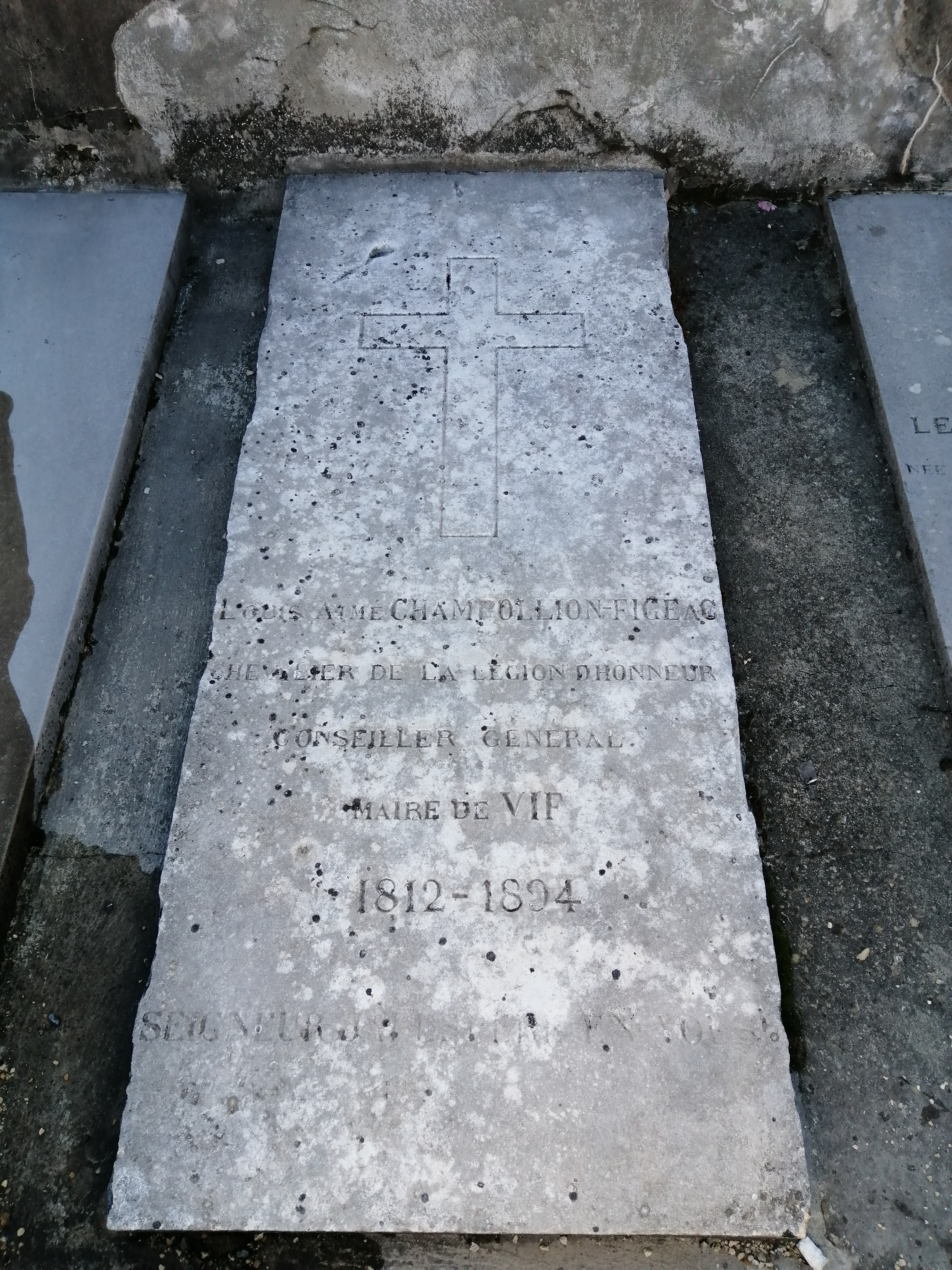
Sépulture d'Aimé-Louis Champollion.
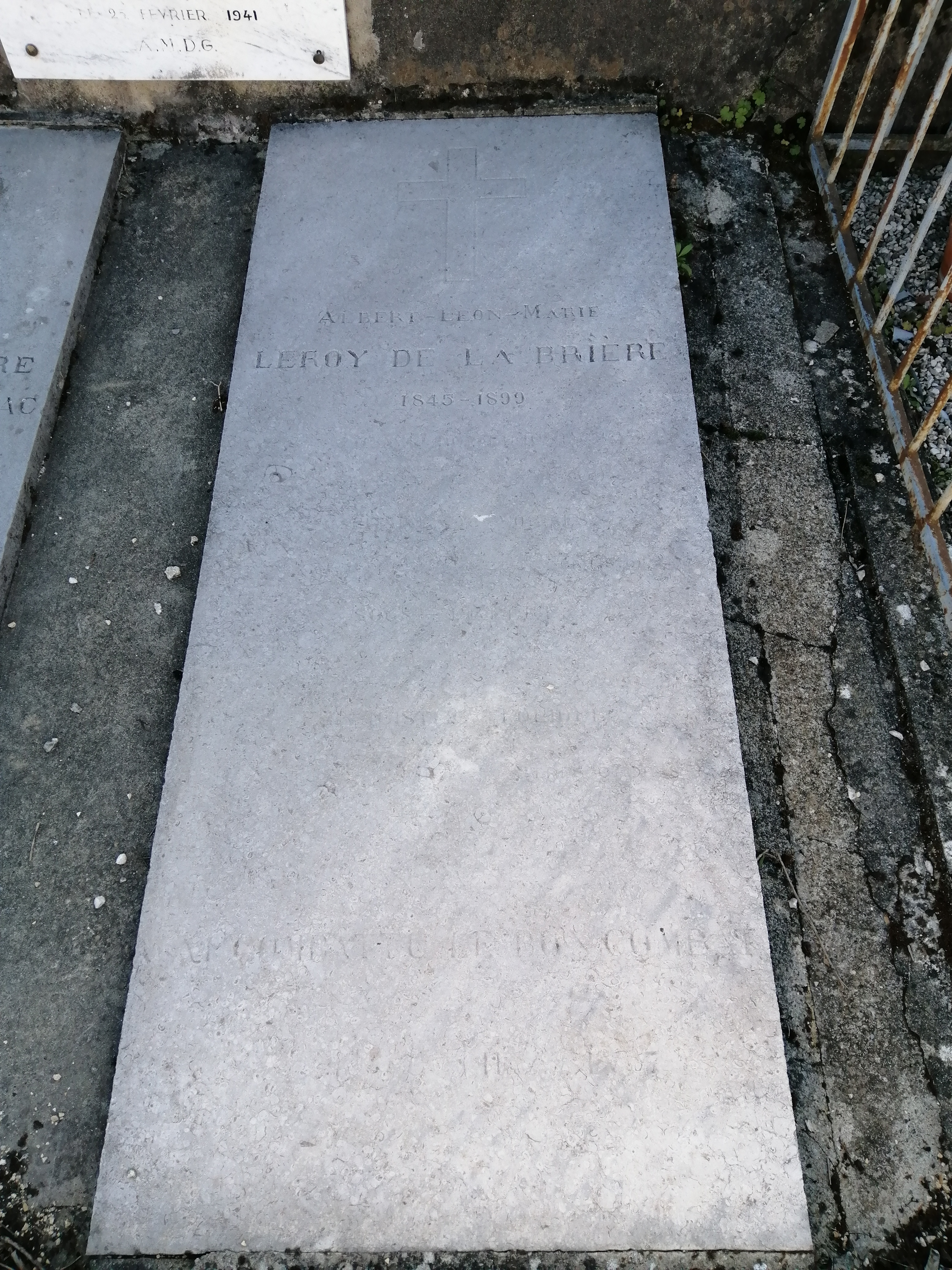
Sépulture de Léon Leroy de La Brière.
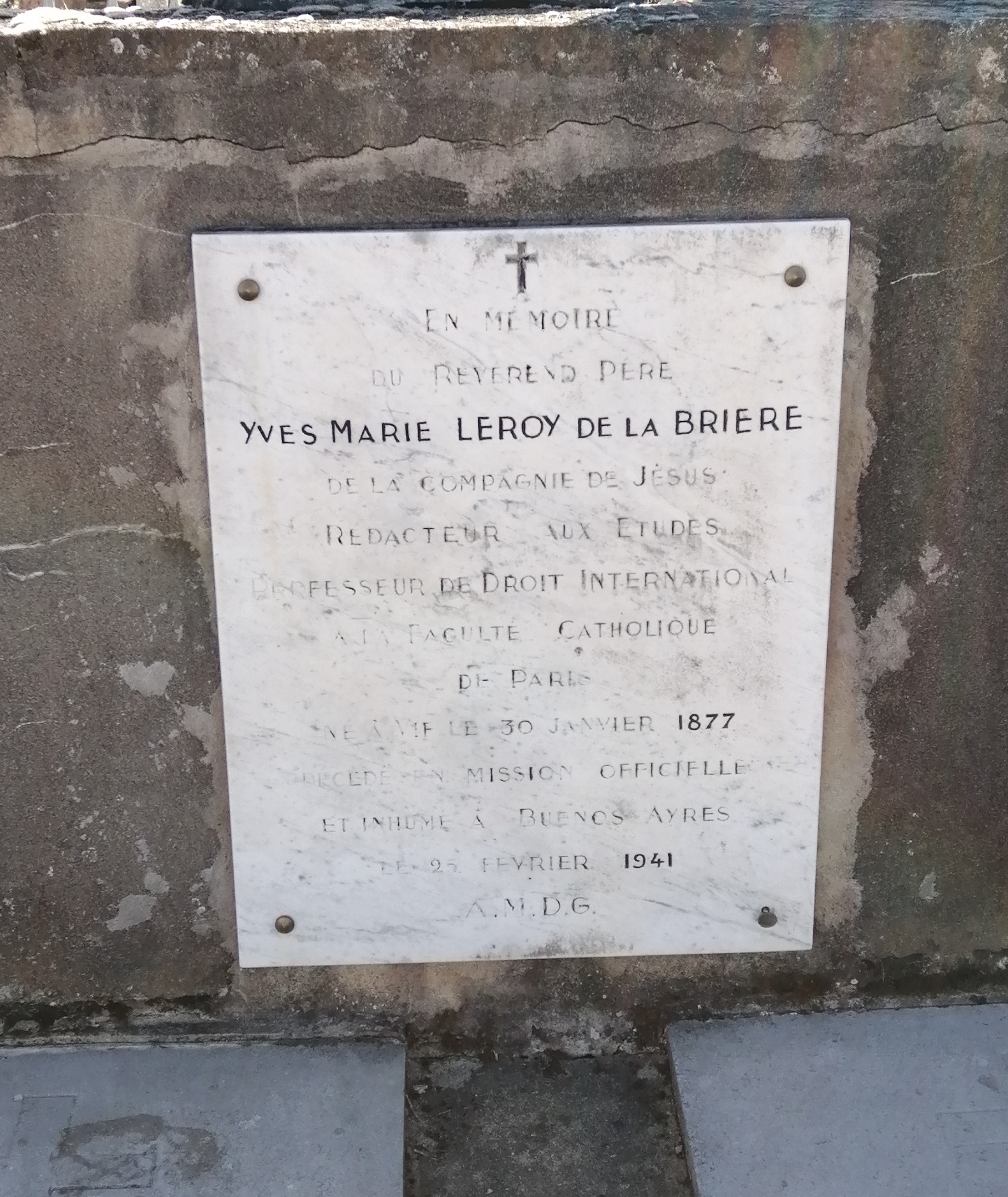
Plaque commémorative dédiée à Yves de La Brière.

## Accès
Le cimetière de Vif est accessible par la rue du Repos, soit du côté sud, soit du côté Est en venant de la rue Leyssaud. Un parking de 25 places borde la quatrième parcelle du cimetière. 
En bus, le cimetière est desservi par les lignes 25 et C14 des lignes de bus Proximo de Grenoble ainsi que par la T95 du réseau interurbain de l'Isère (arrêt Vif Mairie).

## Cimetière du Genevrey
Situé à l'extrémité nord de son hameau, le cimetière du Genevrey est le second de la commune de Vif. Il remplace l'ancien cimetière du hameau désaffecté au XIXe siècle qui encerclait l'église Sainte-Marie et dont il ne reste comme seule trace plus que la croix en pierre du Genevrey. L'actuel cimetière, ouvert en 1886, se situe sur les coteaux orientaux de la vallée de la Gresse. Il possède son propre monument aux morts ainsi qu'une croix commémorative.

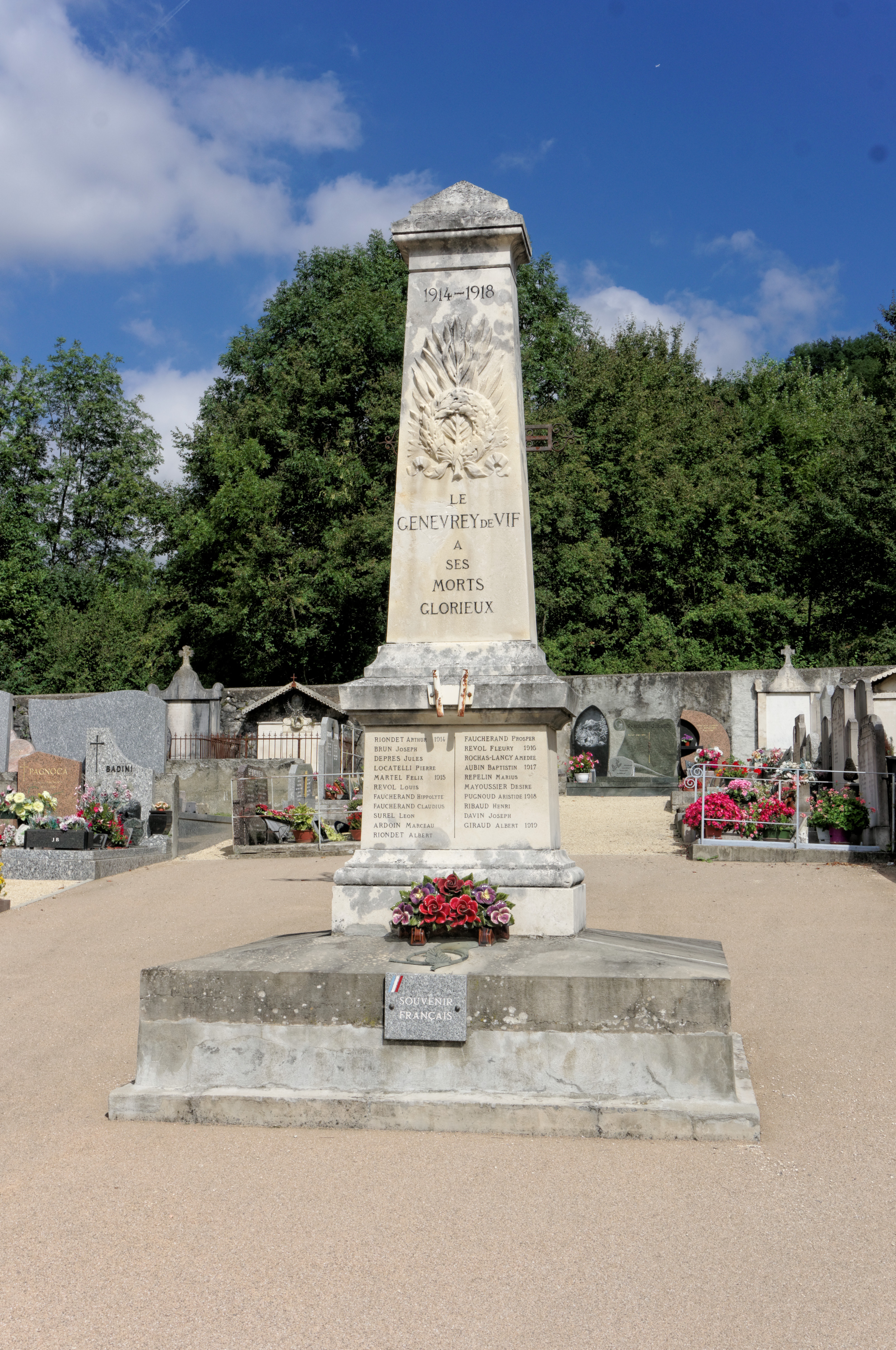
Monument aux morts du cimetière.
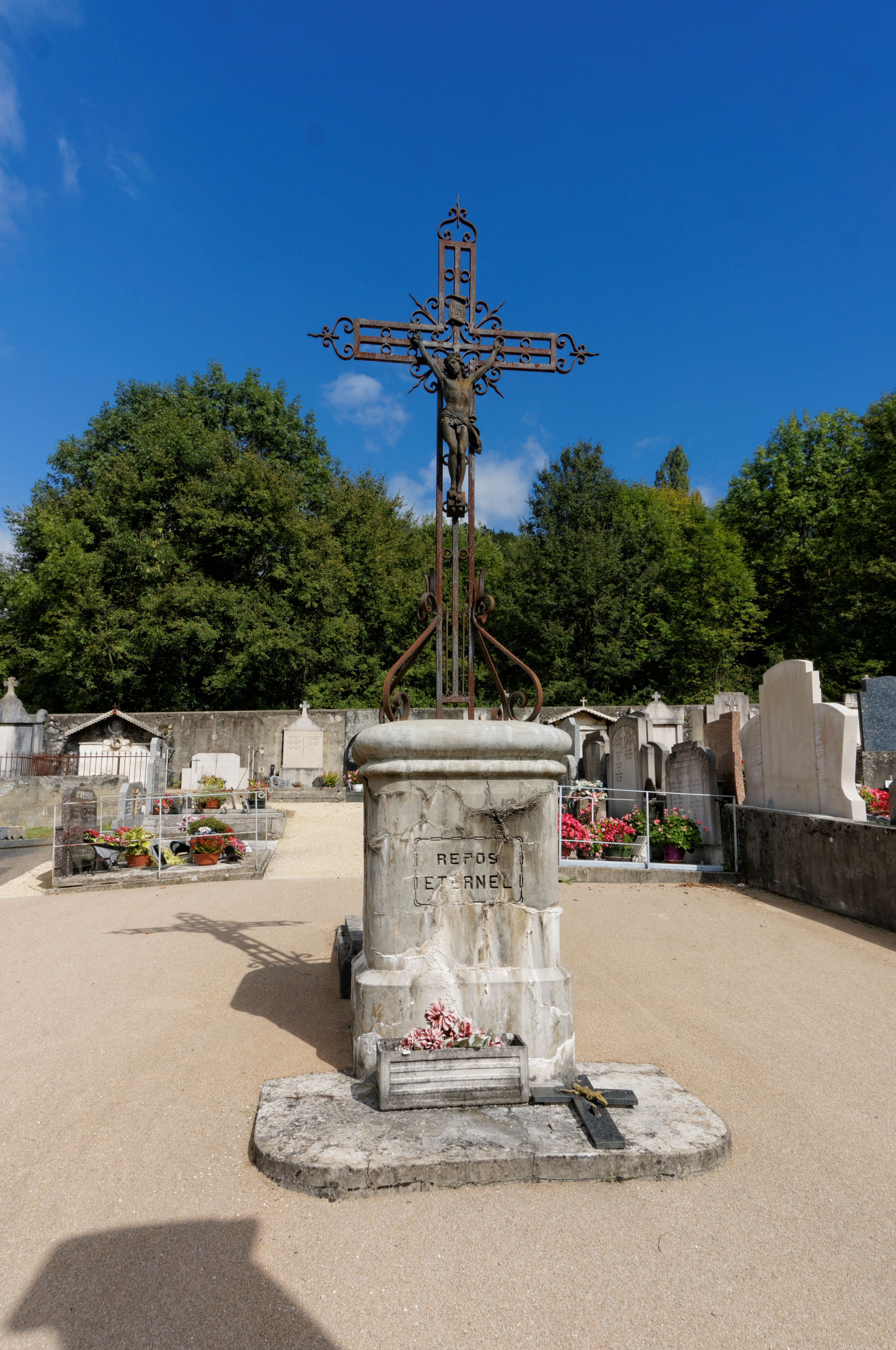
Croix du cimetière.

### Sources
- Yves Armand et Jean-Claude Michel, Histoire de Vif, Mairie de Vif, décembre 2006, 292 p. (ISBN 978-2-9528111-0-1).